# 武昌起义

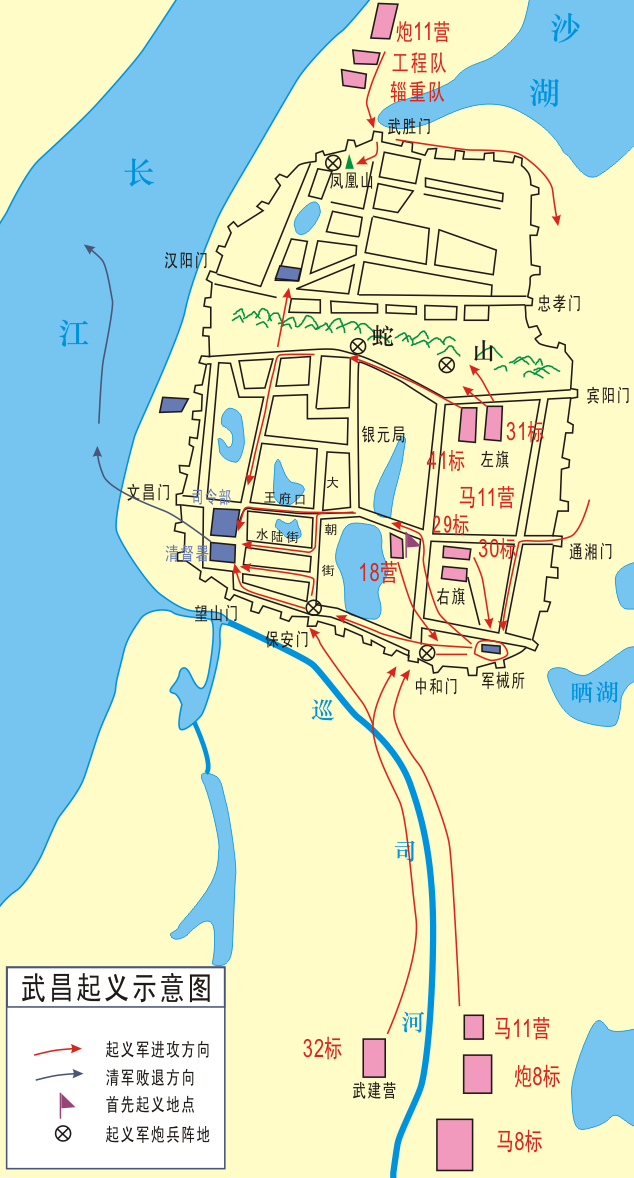
武昌起义示意图

起義旗幟——鐵血十八星旗

武昌起義，孫文稱為武漢首義，或作武昌起事，是1911年10月10日（清宣統三年八月十九）清朝新军等力量在中国湖北武昌发动的兵变，旨在推翻清朝统治，是狭义辛亥革命的開端。
1911年4月，同盟会在广州黄花岗起义失败，湖北革命党人闻情激愤，共進會和文學社遂决定联合，准备在以武汉为中心的两湖地区发动一次武装起义。在清廷將部分湖北新軍調往四川平定保路運動之際，留守湖北之新軍中的革命黨人遂計畫在1911年10月16日發動革命。但10月9日事跡敗露，導致革命黨人彭楚藩、劉復基、楊宏勝遭處死，新軍中的黨人害怕被追究，躁動不安，10月10日晚間黨人金兆龍、程定國因為偶發事件槍擊排長陶啟聖，釀成變故，熊秉坤、蔡濟民、吳醒漢等革命黨領導人於是先發制人，齊集猛攻湖廣督署，湖廣總督瑞澂出逃後督署陷落，至12日攻陷武漢三鎮，成立鄂軍都督府。11月，清軍沿京漢鐵路反攻，收復漢口與漢陽，但革命己獲多省響應而無法逆轉大局。
武昌起義是湖北新軍中受到孙中山與民主主義思想影響的士兵和下級軍官發動，湖北文學社和共進社領導人大都是中國同盟會會員:88。武昌起义的成功，使中國各地陸續響應革命黨人推翻清朝的訴求，最終使清帝在1912年2月12日退位，结束了中国长达两千年的帝制政體，建立中國史上第一个共和國，即中華民國，是中国走向民主共和的开端，在中国历史中具有重要里程碑意义。

## 湖北革命背景
1902年，湖广总督张之洞从两湖、经心、江汉三书院选派学生30多人，赴日本东京弘文学院学速成师范，定期8个月毕业，学成回国后充任学堂的师资。当时，梁启超正在日本横滨创办《新民丛报》，主张君主立宪，留学生中附和者不少。湖北留学生戢翼翚、刘成禺、程家柽等人同孙中山接触以后，了解到排满革命的道理。弘文学院学生常常讨论立宪和革命的问题，经阅读《嘉定屠城记》、《扬州十日记》及黄宗羲、顾炎武、王夫之等人著作，发觉清廷腐败无能、抑压汉族民气才导致亡国危机，救亡图存必先推倒清廷，因而都认为孙中山的主张是对的，抛弃了康梁的保皇学说，并将革命思想带回中国。
文学社成员张难先回顾说：自张之洞将湖北学生中“激烈者，派赴东西各国留学，吾鄂人士，始有亲炙总理之机会矣。吴禄贞、傅慈祥、戢元丞、刘成禺、居正、田桐、石瑛、胡秉柯诸志士，一闻总理之主义及计划，倾诚归响，如七十子之服孔子。闻教之后，即偕吾鄂全体留学生，标示革命，传播江浒。或则创办《湖北学生界》、《汉声》等杂志唤醒邦人；或则转刊《黄帝魂》、《孙逸仙》、《革命军》、《猛回头》，以运动军队；或则致书乡人，以期宣传之普及；或则组织团体，以冀主义之实行。自庚子以还，形形色色，奔凑咸来。外而东西留学生，内而军学两界，其倾向革命之热情，如雨后春笋，暴发于满山之间。各机关纷纷设立，前仆后起。迨辛亥义旗一举，满清即亡，实早植基于此矣。”
湖北最早的革命团体是以吴禄贞为首，于1903年5月13日成立的武昌花园山机关:133。当日晚，朱和中、吕大森到吴禄贞住处晤谈，做出三项决定，一是与各地同志联络，二是将同志介绍入军界，三是寻孙逸仙期与一致:122。当时，花园山机关“各人心目中，无不以寻得孙逸仙而戴之为首领为惟一之出头路”:152。随后，湖北地方当局派遣大批学生留日，机关同志“今往西洋，正可乘机访孙逸仙。”:152其中，刘成禺被改派赴美留学，而孙中山正愁旧金山《大同日报》编辑乏人，乃聘刘主笔政，花园山同志“始得间接以达于孙逸仙。”:152-153刘成禺成了孙中山与鄂籍志士的联络员:153。
1904年春，花园山机关的活动因吴禄贞调离而基本停滞，留在武昌的革命党人开始新的组团活动:134。7月3日，科学补习所在武昌阅马场东厂口附近的多宝寺街成立:134。因长沙起义失败而受到株连，1904年10月28日，科学补习所遭到搜查，革命党人又着手组织日知会:135。1906年12月，在中国同盟会组织下，日知会参与萍浏醴起义，失败后并入同盟会湖北分会:135-136。
由於會黨組織形式落後，孫中山總結經驗称：「革命起義，不可專恃會黨。今宜採取入虎穴得虎子之法，取得新軍，始可成事」；從1908年起，孙中山注重運動新軍:91。1908年4月，湖北军队同盟会开始酝酿:136。7月26日，军队同盟会在洪山罗公祠成立:136。为了隐蔽起见，军队同盟会不制定章程，而遵守中国同盟会的章程和领导。由于军队同盟会急于在武昌大举，秘密暴露，仅数月时间就停止了活动:136。1908年11月，杨王鹏为了避清廷耳目，改组军队同盟会为群治学社。:136-1371910年4月，湖南长沙发生抢米风潮，清廷调湖北军队赴湘弹压，湖北革命党欲借机大举，计划被清政府密探侦知。:137-138群治学社机关泄露，《商务报》被迫停刊，但基层组织未受大损。:1381910年8月中秋节，旧有群治学社人员成立振武学社。:138成员刘复基利用自己当兵的有利条件，吸收士兵加入学社，但不久为黎元洪知悉。:139黎元洪撤销军中革命党人的职务。:139蒋翊武等为掩蔽革命目标，于1911年1月30日借春节团拜名义，邀集各标、营革命士兵代表在武昌黄鹤楼开会，议决将振武学社改组为文学社。
与此同时，湖北另一革命团体共进会于1907年8月成立，“并以同盟会之总理为总理，直同盟会之外府也。”共进会认为：“革命之成功与否，全视军人为转移。倘得军人多数赞成，则其成功之易，可断言者，否则赤口空拳，其如数十镇雄何？”:118于是，共进会以联络军界为宗旨，由彭汉遗、查光佛等人负责联络。:118其中，查光佛用孙中山的名义，任命曾省三、黄元吉、江炳灵、萧国宝、陈孝芬、高尚志、黄驾白、陈献斌、陈复元、谢铬成、汤习兵等人为大督尉。:118
1911年8月，中國同盟會中部總會在上海成立:165。9月14日，在同盟会中部总会湖北分会负责人居正的推动下，文学社与共进会在雄楚楼刘公寓所宣布联合。至武昌首义前，士兵参加文学社和共进会的达5千人，占湖北新军总人数三分之一。:119

## 酝酿起义

### 清军入川
1911年9月7日，四川成都发生保路风潮成都血案，激起骚乱。清廷为扑灭保路风潮，派出渝汉铁路督办、钦差大臣端方率领部分湖北新军入川，协助四川清军镇压。湖广地区（湖北湖南）革命党人见清军在湖北防御力量减弱，开始策动在武昌和长沙伺机起事。
武昌起義前夕，湖北革命團體一同集結在文學社（湖北新軍革命團體）與共進會旗幟下，文學社多招募自駐紮武昌之新軍軍官和士兵，共進會則是同盟會異議組織地方分支:217。9月14日，共进会和文学社在同盟会中部总会谭人凤、居正等人的推动下联合，建立了统一的起义领导机关。文学社和共进会联合后，立刻派代表赴上海，请同盟会领导人黄兴、宋教仁、谭人风来武汉主持起义活动。:187但他们三人一时都不能前来，而形势的发展已难以等待。:1879月24日，双方又集会，共推蒋翊武为军事9月24日在武昌胭脂巷11号召开联席会议，决定10月6日（农历八月十五日，野史傳說朱元璋、劉伯溫在中秋節起義，俗语“八月十五杀鞑子”）湖廣两行省同时发难，发动起义。湖北方面初步决定刘仲文为总理，蒋翊武为军事总指挥，孙武为军务部长。湖南方面由湖南人焦达峰负责。

### 南湖兵变
就在革命党人9月24日联席会议当天，驻扎在南湖的八镇炮标三营有几个士兵退伍，炮标士兵孟华臣（共进会代表）备了酒菜，饮酒猜拳，为之送行。值日的刘排长过来干涉，双方发生争执。管带赶来传孟华臣等跪下，重责军棍。士兵抢了军械，将营部砸烂，管带仓皇逃窜。孟华臣等从军械房拖出两尊大炮，可惜没有弹药。前来镇压的騎兵赶到，兵变士兵四下逃窜。
革命党人的活动被湖北当局察觉，开始加强警戒，湖广总督瑞澂宣布八月十五不放假，全城戒严，官兵皆不能离营外出，严禁以各种名义“会餐”，军营中秋联欢会，提前一天举行。戒严时期除值勤士兵可允携带少量子弹以外，所有弹药一律收缴，集中保管。另外，9月28日湖南共进会领导人焦达峰函告武昌起义指挥部，湖南准备未足，请展期10天。因此，起义日期推迟到10月16日。

### 起义事洩

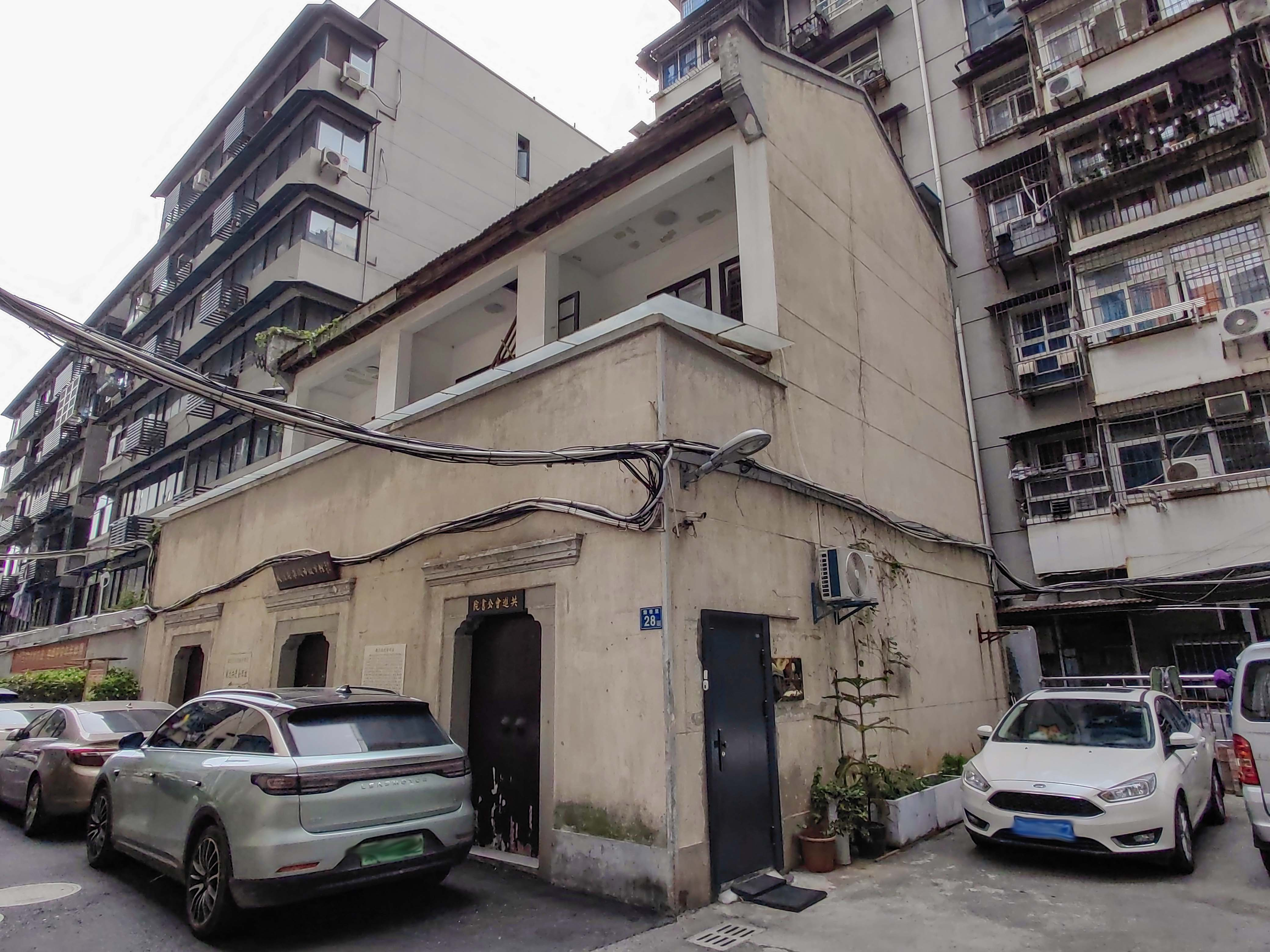
2001年原址重建的湖北汉口共进会旧址，宝善里炸弹案发生于此

10月9日早上，共进会领导人孙武等人在汉口俄租界宝善里14號配制炸弹时不慎引起爆炸。俄租界巡捕闻声而至，搜去革命党人名册、起义文告、旗幟和印信等，拘捕刘同、李淑卿等6人，随即引渡湖北当局。刘公、孙武逃入汉口法租界。湖广总督瑞澂下令关闭四城，四处搜捕革命党人。文学社领导起义军事总指挥蒋翊武為免起義計劃受到破壞，决定立即于10月9日晚12时发动起义，以南湖炮队炮声为号。但武昌城内戒备森严，负责向南湖炮队传达命令的邓玉麟因途中艰辛，直到深夜12点过后才赶到南湖炮队，此时士兵们都已经入睡，无法动员，营代表徐万年只好临时决定推迟起义。由于刘同招供，武昌小朝街85号（第八镇30标排长张廷辅家空房）文学社总部暴露，当日晚彭楚藩、刘复基在85号被捕，蒋翊武逃脱，杨宏胜在运送弹药的路上被捕，另外还有张廷辅、陈宏诰、牟鸿勋等30余人被捕，10月9日起义计划落空。10月10日晨瑞澂下令，彭刘杨三人在督署东辕门被斩首。
10月10日白天，清军警大肆搜捕新军中的革命党人，下令新军官兵一概不得出营，并勸谕党人自首。

## 起义爆发

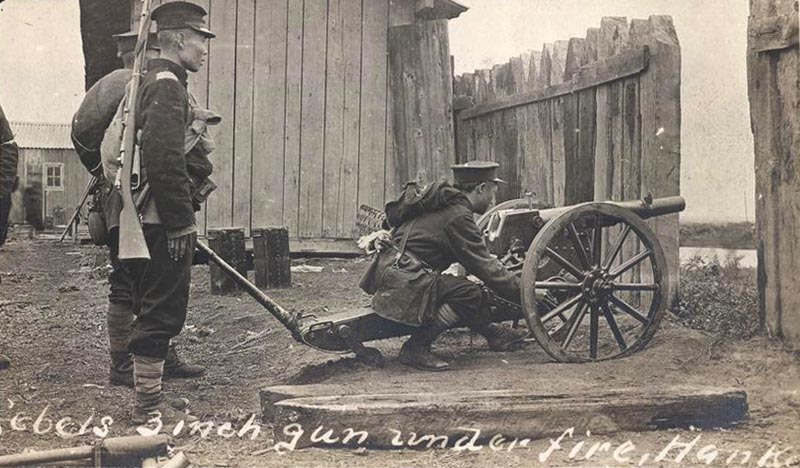
武昌起義軍砲兵

彭楚藩、劉復基、楊洪勝三烈士的鲜血，浇剧了革命烈火，革命党人矢志报仇，决心拼死一战。10月10日傍晚6点左右，驻守武昌城北门外塘角的第21混成协炮11营辎重队士兵李鹏升，点燃草料库，举火为号，发动起义，临近的工程队也点火响应，起义士兵向武昌城内楚望台军械库进发。

### 意外第一枪
10月10日晚七时许，陆军第八镇工程第八营后队二排哨长（即今日排长）陶啟聖查夜，發現多人不在營中，又看见棚正目（即今日班长）金兆龙、士兵程定國正抱著步槍、且取出一盒子彈，仰卧睡覺，就掌摑金兆龍，厉声问道：「爾謀反耶？」金兆龙頂嘴大罵道：「反！反！即反矣！」金兆龙還擊，并和陶啟聖扭打，陶啟聖武藝較高，將金兆龙壓制，程定國过来帮忙，以槍托举枪將陶启聖擊傷，待陶倒地，背後開槍打中陶啟聖，前队队官黄坤荣、司务长张文涛、八营代理管带阮荣聞聲赶来試圖以槍彈鎮壓，相继被程定國击毙。军营大乱。这时第八营正目（班长）共进会总代表熊秉坤立即鸣笛集合，正式宣布起义，向楚望台进发。

### 起义行动

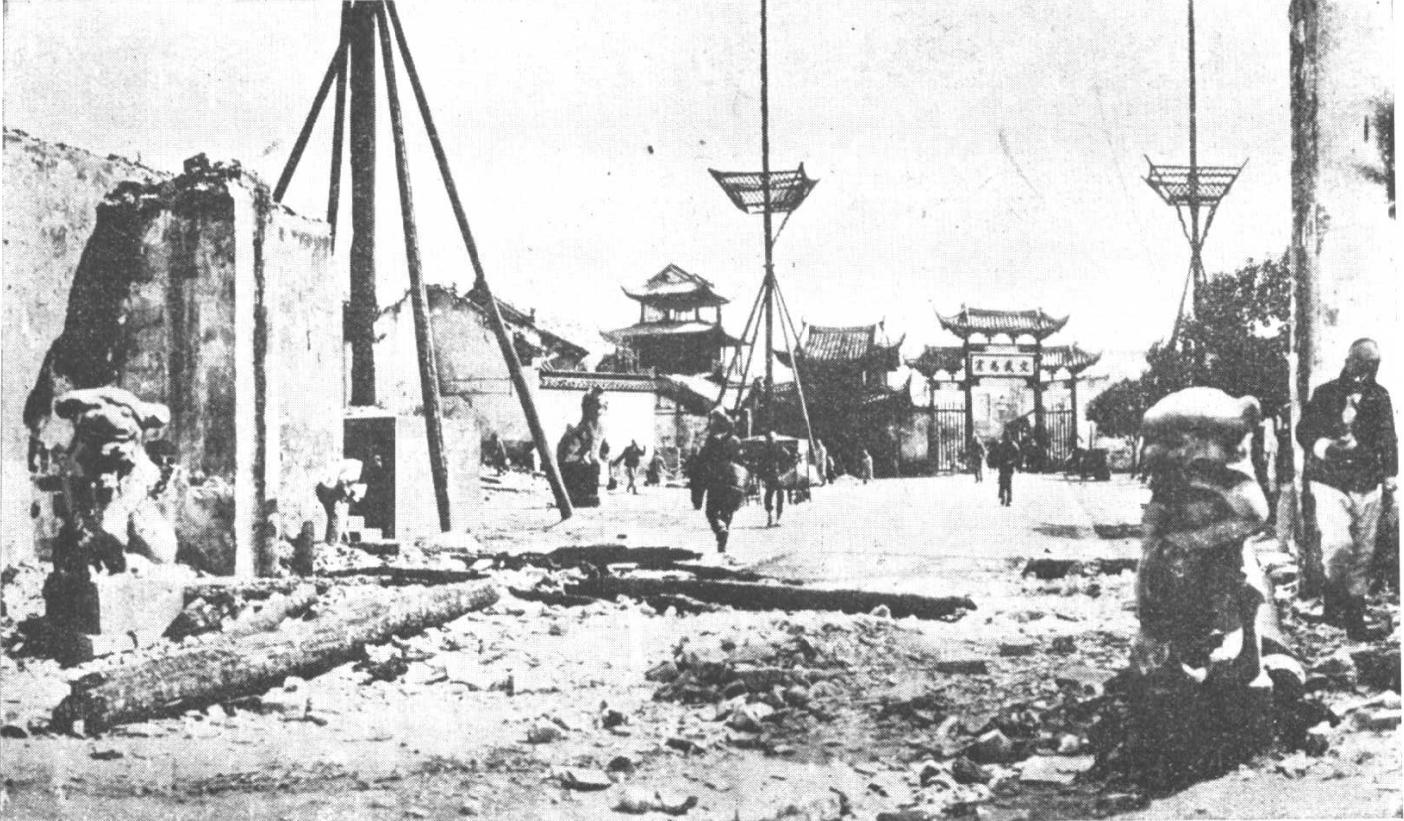
被起义军攻破的湖广总督衙门

武昌城内的第八镇第十五协29标的蔡济民和30标的吴醒汉亦率领部分起义士兵冲出营门，赶往楚望台。陆军测绘学堂全部学生赤手空拳，奔向楚望台。守库的第八镇工程第八营左队士兵起而响应。尔后，武昌城内外各标营的革命党人也纷纷率众起义，并赶向楚望台。起义人数多达3000多人，经过熊秉坤劝说，第八营左队队官吴兆麟接受起义士兵推舉，任革命军临时总指挥。
10月10日晚上10点30分，起义军分三路进攻总督署和旁边的陆军第八镇司令部。并命已入城之炮兵第八标在中和门及蛇山占领发射阵地，向督署进行轰炸。起初，起义军没有一个强有力的指挥，加上兵力不够，进攻受挫。晚12点后，起义军再次发起进攻，并突破敌人防线，在督署附近放火，以火光为标志，蛇山与中和门附近的炮兵向光处发炮轰击。
10月10日夜，正在保定军咨府军官学校学习的辛亥革命元老同盟会嘉应州主盟人何子渊六弟何贯中（同盟会员），第一时间得知起义发生的情况，立即将同寝室的李济深等同学组织起来，潜出校外，将清军南下的唯一大动脉漕河铁桥炸毁。漕河铁桥被炸，清军南下镇压起义运动的行程被耽搁，这不仅极大地支援了湖北武昌起义军接下来的军事行动，其更大的意义在于，这为革命党人在全国范围内举事赢得了充裕的时间。

### 民国西施
起义军攻总督轅門，湖广总督瑞澂师爷张梅生建议死守，而瑞澂的汉人小妾廖克玉，同情革命党，死劝瑞澂离府，去长江上的楚豫号兵轮上指挥镇压。瑞澂一离轅門，反而指挥失灵，清军大乱。辛亥革命之后，廖克玉受到宋教仁的接见，被称为“民国西施”。
第八镇统制张彪仍旧在镇司令部顽抗。起义军经过反覆的进攻，终于在天亮前占领了镇司令部。湖北軍隊提督张彪在水師統領陳得龍帶兵保護下由文昌門退出武昌。
10月11日凌晨1時30分，整个武昌在起义军的掌控之中。

### 中华民国军政府鄂军都督府成立

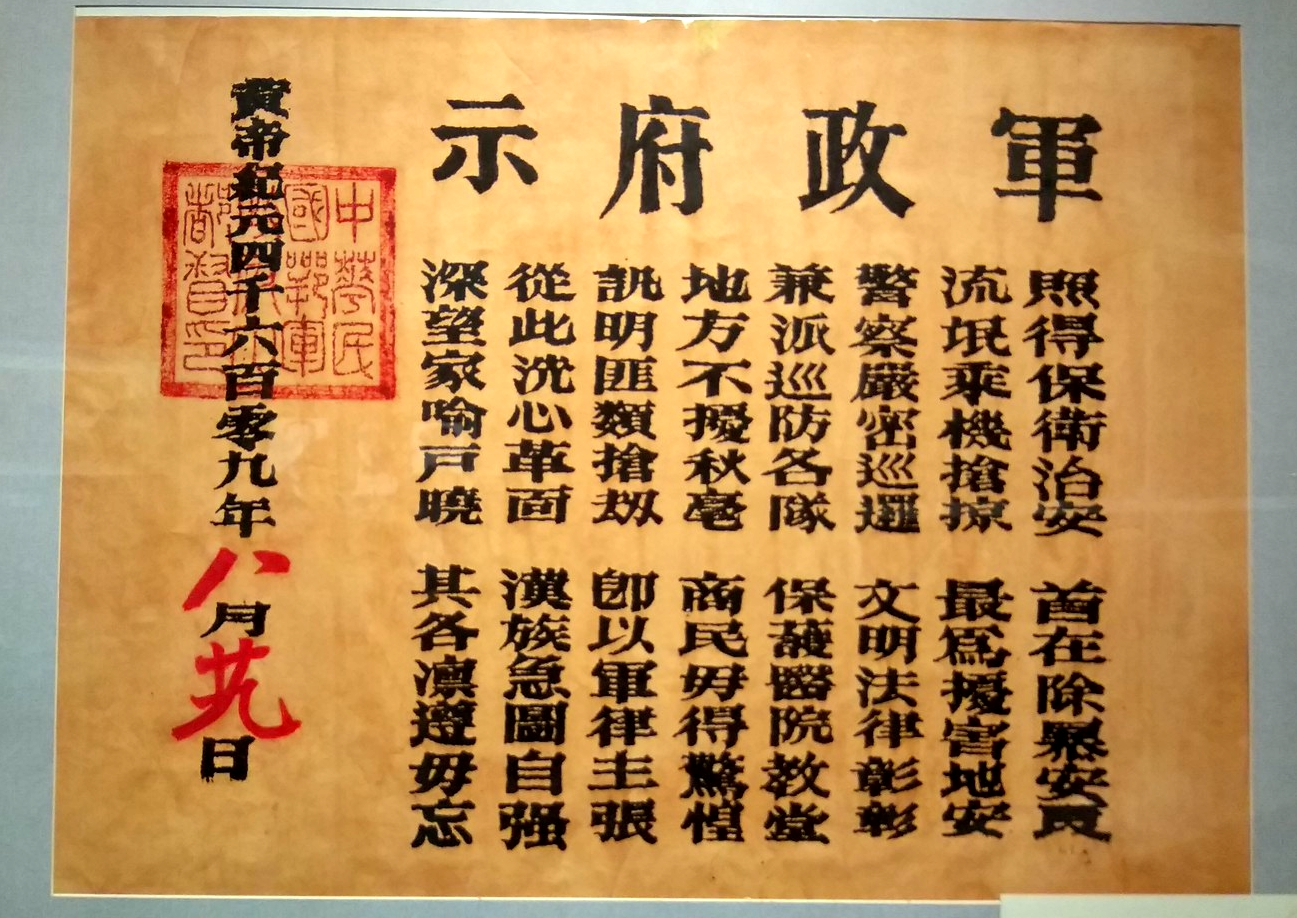
中华民国军政府鄂军都督府告示

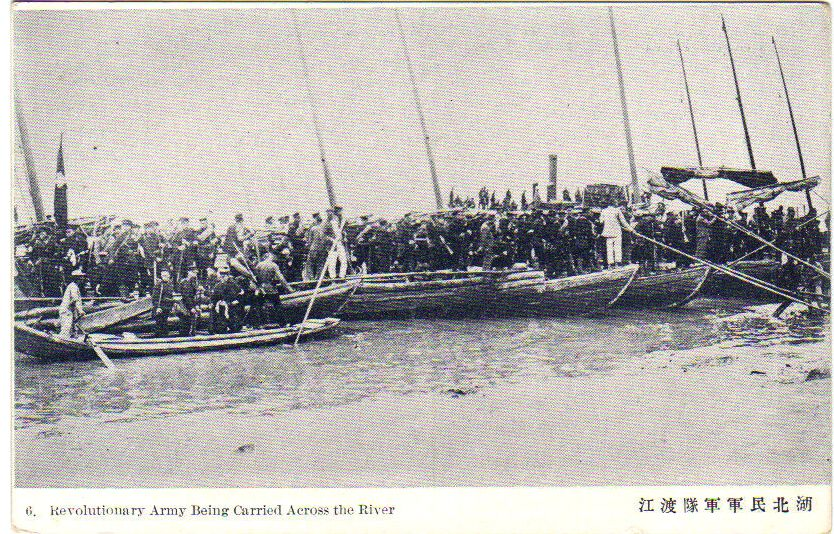
革命军自武昌渡江作战

汉阳、汉口的革命党人闻风而动。10月11日晚，驻防汉阳兵工厂等处的士兵祝制六、胡玉珍率众起义，占领汉阳。10月12日汉口光复。起义军掌控武汉三镇后，中华民国军政府鄂军都督府成立，黎元洪被推举为都督，改国号为中華民國，并号召各省民众起义响应。
10月12日，起义军发布了《宣布满清政府罪状檄》、《布告全国电》、《电告汉族同胞之为满洲将士者》、《布告海内人士电》、《致满清政府电》等，在这些文告中揭露了清政府镇压人民，行同虎狼，厘金杂税，搜括民膏等八大罪状。起义军宣佈改國號為中華民國，廢除清朝宣統年號，改用黃帝紀元，宣統三年改爲黃帝纪元4609年。軍政府建立參謀部、軍務部、政事部、外交部。以谘議局大樓為辦公地，以十八星旗為軍旗。为维护和发展工商业，軍政府还发布了安民和免税等公告，抨击清朝苛政，豁免恶税。宣布除盐、酒、烟、糖、土膏各税捐外，所有统捐局卡一律永远裁撒；除海关外，所有税关，一律永远裁撤。
起义爆发时，黎元洪任新军21混成协统领，在武汉地区清军中地位仅次于最高领导人张彪。早在起义前，革命党人内部便有推举黎元洪为都督的建议。10月11日晨，革命党的蔡济民、王文锦等在黄陂一带找到黎元洪的时候，他正在其参谋刘文吉宅内隐匿不出。据朱树烈1945年10月所记《回忆辛亥首义》载，
蔡向黎从容正色而言日：‘黎老师在此，我等侦察确实，毋庸讳言，我等皆公之学生，今日举动，实我公平日教育之所致，对我公绝无残害之理，请公速出，主持大计，不要畏惧，不必怀疑。’
黎闻之始出。有徐君寿林已将黎平日所乘棕色马拉来，不待回答，即拥黎上马。先到楚望台，临时指挥吴兆麟向黎报告云满督及统制张彪，业经义军击走，督署已焚，各重要机关均有兵占领，嗣后领导主持，非公莫属。黎云：‘汝辈事太闹大了’。连说不已，大众拥黎至阅马场諮議局……

到阅马场，下马进諮議局，黎身穿灰色长夹袍，黄皮马靴，赤面黑鬚，神色庄严。
黎元洪在起义前后的立场是不赞成革命的。被推举为都督后，他仍十分犹豫，提出都督当为刚出狱的革命党人刘仲文或胡瑛担任。此语一出，一时起义军内部谣言四起，甚至谣传黎元洪绝食自杀。直到黎元洪为了制止起义军方面的顾忠伟残杀满人的行为而传出一道口諭，称：“勿得滥杀旗人，革命党是文明的，顾某如此胡闹，是野蛮行为，余不取也！”关于黎绝食自杀的传闻才告平息。此后，在都督府召开的一次会议上，由于黎元洪态度消极，朱树烈以举刀自杀相逼，黎元洪方才郑重表示：
黎元洪起立云：『朱君树烈，今夜举动，是义勇，不是粗暴，言论是正大，不是噪安，元洪极端赞成，极端钦佩』。并在会议席上表示：『凡经元洪划诺判行者，决心负责办理，完成革命大业，从此次会议起，嗣后不但与诸君同生，并与诸君共死，如食其言，元洪非我汉族黄帝子孙也！』
武昌起义产生了中国历史上第一部具有近代意义的宪法草案《鄂州约法》。11月初，宋教仁、居正、刘仲文、孙武等商议，认为仅有政府组织法还不够，尚需有一个根本法类型的法规。众人推宋教仁起草。宋教仁早年喜爱研习法律，曾入日本东京法政大学研究各国宪法和政治制度，因而他为鄂军政府草拟的约法（定名为《中华民国鄂州临时约法》，简称《鄂州约法》），是一个三权分立的法律，共7章60条。规定“鄂州政府以都督及其任命之政务委员与议会、法司构成之”。行政权由“都督及其任命之政务委员”行使，立法权属“议会”，司法权则归“法司”。这是中国历史上第一次采用三权分立原则的政权根本法。它首次正式规定人民依法享有民主权利，享有“自由保有财产”和“自由营业”的权利。

### 在川鄂军的起义
另，端方率湖北新军第八镇第十六协第三十一标及三十二标一部入川镇压四川起义，至四川资州，11月27日新军哗变，端方为军官刘怡凤所杀。

## 阳夏保卫战

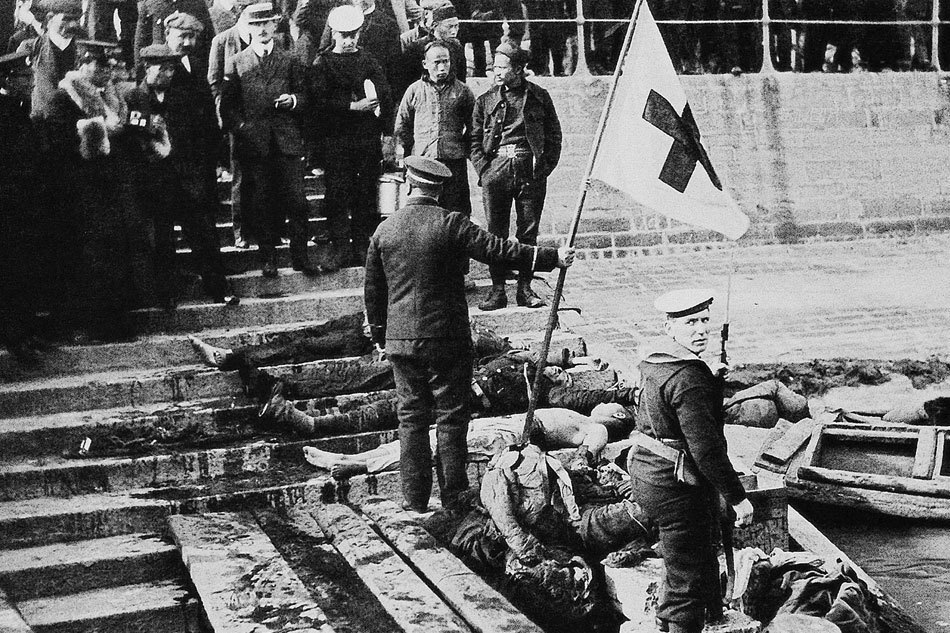
阳夏之战，北洋军炮轰渡江撤退的革命军，“中国红十字会万国董事会”派出队员打捞浮尸

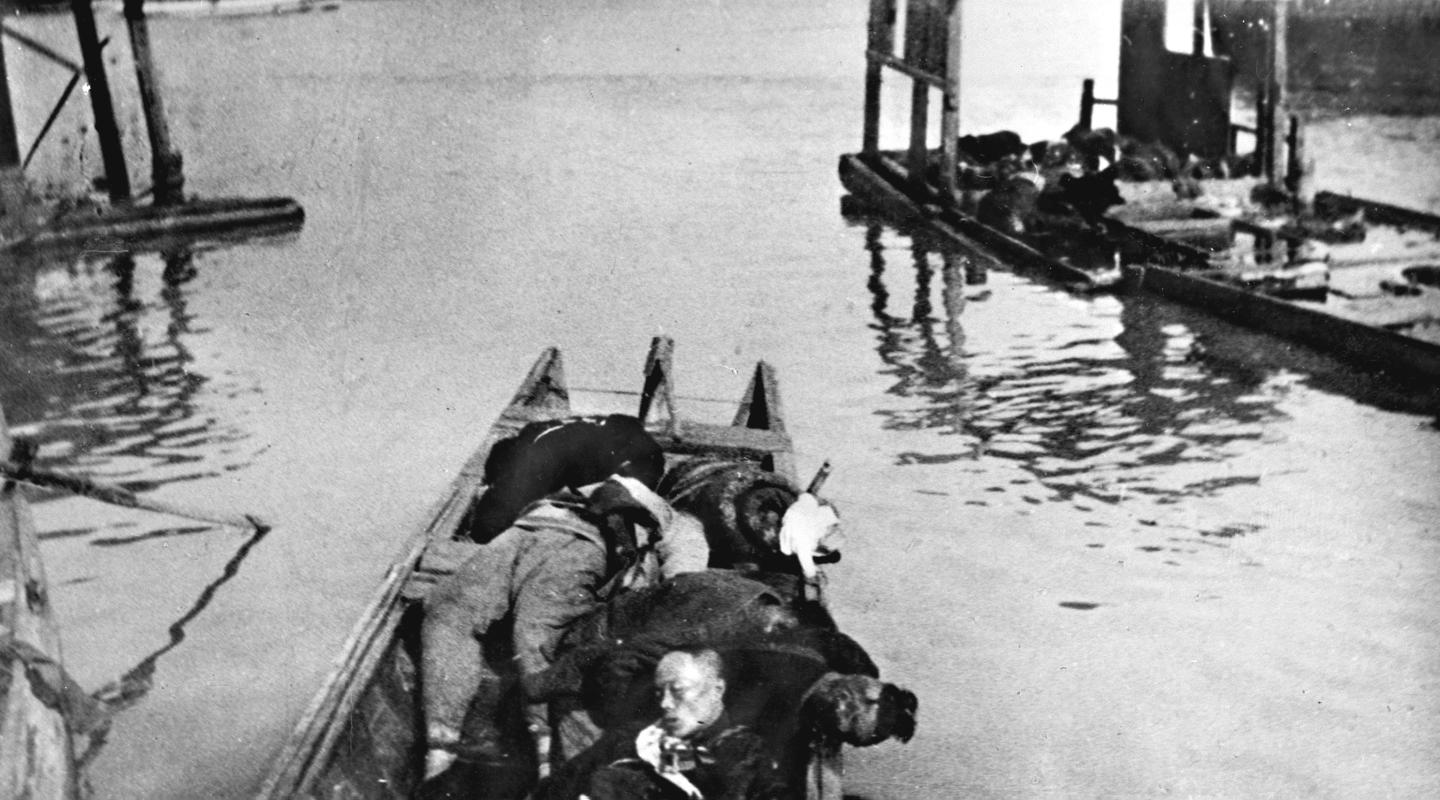
汉口江面小船上，无辜百姓在北洋军炮火下身亡

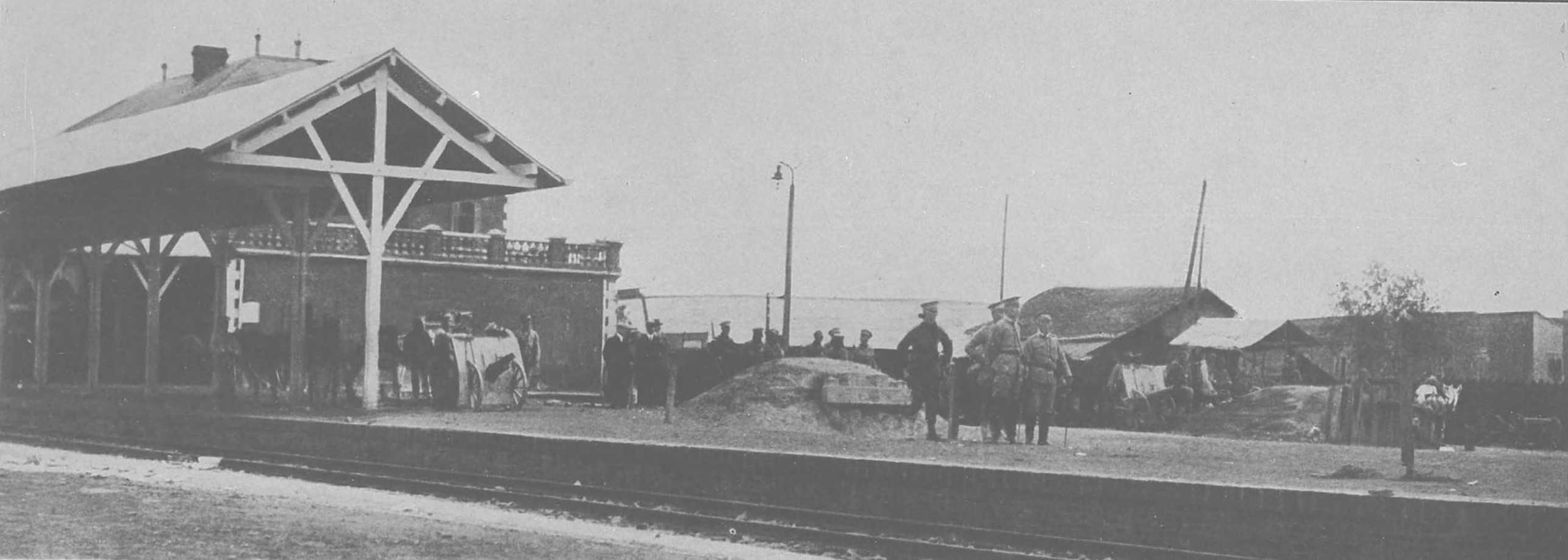
阳夏战争期间，革命军占领大智门车站

1911年10月10日爆发的武昌起义震惊了清廷，清廷迅速作出反应。10月12日，清廷撤销瑞澂的职务，命他戴罪立功，暂时署理湖广总督；同时清廷下令停止永平（今河北卢龙）秋操，令陆军大臣荫昌迅速赶赴湖北，所有湖北各军及赴援军队均任其节制；然后清廷令海军提督萨镇冰率领海军和长江水师，迅速开往武汉江面提供炮火支援。14日，清廷编组一，二、三军，以随荫昌赴湖北的陆军第四镇及混成第三协、十一协为第一军，荫昌为军统（也称总统）；以陆军第五镇为第二军，冯国璋为军统；以禁卫军和陆军第一镇为第三军，载涛为军统。各路清军纷纷迅速向汉口附近集结。
面对这一形势，湖北军政府于10月15日决定首先扫荡汉口敌军，然后向北推进，以阻止清军南下。从10月18日出战汉口，到11月27日汉阳失陷，前后战斗42天，史称阳夏战争或阳夏保卫战或汉口、汉阳保卫战（漢口舊稱夏口，陽、夏分指漢陽和漢口）。
10月30日，冯国璋亲抵汉口，眼见革命军顽强抵抗，下令先纵火焚烧街道，再派兵占领城市。于是北洋军连日纵火，“铺户所存洋油，北军悉数取出，沿路用以纵火。全镇火头无数，有出而扑救者，北军辄以手枪恫喝之。”十里商街“烟焰蔽天，化为灰烬。”革命军不得已，渡过汉水、退守汉阳，汉口随之陷落。
11月17日，冯国璋下令李纯进攻汉阳。至24日，美娘山、锅底山、扁担山先后失守，革命军牺牲不下三百人。26日晨，北洋军用重炮轰击磨子山、扁担山，革命党人刘玉堂牺牲。同日，北洋军夺取汤家山，渡过襄河占领黑山。27日拂晓，北洋军攻占梅子山，另派一队攻占龟山，革命军伤亡殆尽。当天下午，汉阳终告陷落。当革命军和平民乘船撤离时，北洋军更向江中开炮，“由江中捞出之死尸陈列堤上，不计其数，内有未死而呻吟者，有妇人抱子、母死而子苏，啜泣索乳者。血溅江边，死者相枕藉。”“甚至车夫舟子，皆相视对泣。”
总计武汉三镇之役，革命军的牺牲人数，据张难先记载：“辛亥武汉光复，殉国有姓名可纪者只三十二人。无姓名而确记数字者，四千二百八十余人。死伤浑列者，为二千三百七十余人。受伤专列者，为一千七百三十五人。武昌仓卒发动，无明确记载，以卫生队殓埋之纪载考之，为数亦复不少。汉口初九至十二日浑战四昼夜，汉阳十月初六、初七浑战两昼夜，均无纪载。合伤兵不治而死之数，约计总在万人以上。”当时有一湖南长沙致各报馆的电报愤言：“冯国璋、王遇甲甘为满奴嗾使，为神人所共愤，天地所不容。现已派暗杀党百余人，非歼其全族不止。湖广公达。”声称要对滿人的走卒施以刺殺报复。
在这41天之中，湖南、陕西、江西、山西、云南、浙江、贵州、江苏、安徽、广西、福建、广东、四川等省，先后独立。关内十八省中只剩下甘肃、河南、直隶、山东四省仍然效忠清廷。故阳夏保卫战对于辛亥革命的成功，具有重大的意义。
汉阳失陷后，黄兴退到武昌，湖北军政府即召开军事会议，黎元洪主持。黄兴认为汉口和汉阳已失，武昌难以固守，主张率领鄂湘两军转移攻取金陵。黄兴的主张被多数人反对，参谋范腾霄说：“汉阳既已不守，武昌又拟放弃，试问还有什么能力可以攻取金陵，如果湘鄂两军尚可用，则武昌当然可守。”这一席話使大家热烈鼓掌，故最后会议决定继续死守。会议结束后，黄兴偕李书诚、汤化龙、胡瑞霖、陈登山和黄中垲等乘船东去。

### 阳夏战争与京汉铁路
1911年10月10日，武昌起义爆发。13日，湖北提督张彪率自武昌败退之清军残部占据大智门车站，意图与北洋军会合反攻武昌，此时萨镇冰亦将军舰开到刘家庙附近江面。面对如此形势，黎元洪下令革命军渡江，是以，革命军接管玉带门与大智门站，此即是阳夏保卫战的开端，而第一场战斗就发生在江岸车站。
18日，革命军对江岸站发起两次进攻皆以失败告终，当日一度退守至大智门站。19日，革命军再次向车站发起进攻，江岸机务段（时称车头场）的铁路工人亦参与到革命军的攻势之中（汉口市民及工人自发武装称“民军”）。清军沿铁路溃败，退守滠口。随后民军汉口军事指挥张景良于24日在江岸车站设置司令部。26日，清军反攻，张景良率叛军烧毁车站内物资，革命军败退至大智门站。当日，革命军意识到情报有误，再次发动反攻，占领江岸站。27日，冯国璋率北洋军强攻江岸站，该站遂失守。28日，清军强攻并成功占领大智门站与玉带门站。11月1日，北洋军占领汉口全域。
故至清帝逊位、中华民国成立迄，革命军再未占领这段铁路。

## 后继影响

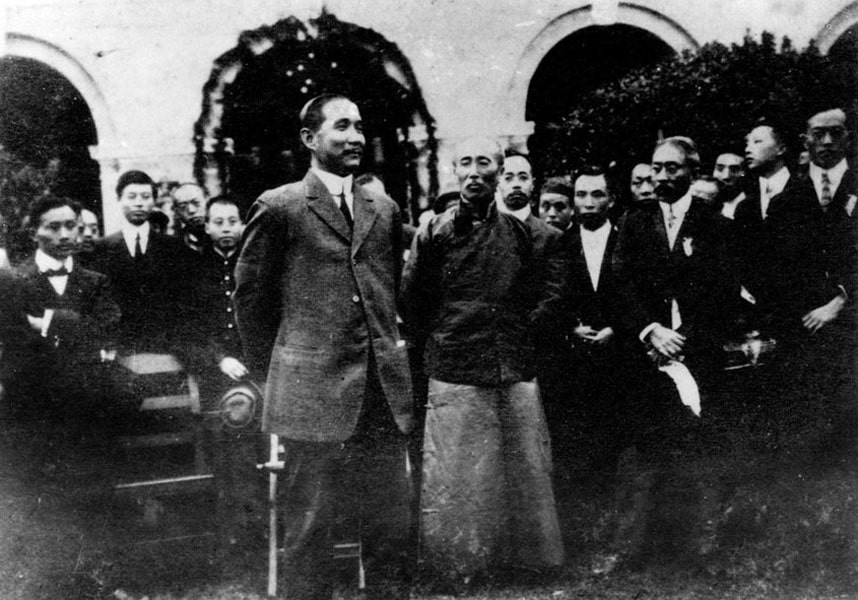
1912年10月10日，孙中山出席环球中国学生会举办的武昌起义周年纪念会，孙左旁为伍廷芳。

10月22日，焦达峰与陈作新率湖南新军最先响应武昌起义，攻占长沙，次日建立湖南军政府，被推举为都督。因此，湖南省成为最早脱离清政府统治的省份。此后两个月内，湖南与陕西、广东等省，共计十五个省纷纷宣布脱离清政府独立。10月28日，湖南军政府派出“援鄂军”从长沙出发支援武昌。10月30日，清政府以宣统帝名义下罪己诏，并开放党禁，赦免党人。11月1日，清政府令袁世凯为内阁总理大臣。清军占领汉口。11月27日，清军占领汉阳。
10月31日，湖北軍政府機關報《中華民國公報》刊有用孫名義發布之《中華民國軍政府大總統孫》布告全國同胞書：「往年本總統以民族主義，提倡我中華全部，遂至捐棄家人，沈淪異域，投艱蹈險，雖屢瀕於死，而大聲疾呼之氣不少衰；然當時之應而和者，只會黨一部分，餘則猶尚酣睡沈醉而未醒。曾不幾時，民族主義之進步，日速一日，今則統中國皆國民矣；我鄂軍代表竟首舉義旗矣；我各省同胞竟同聲響附，殆無不認革命為現今必要之舉動矣。同胞！同胞！何幸而文明若此也？此必我黃帝列聖在天之靈，佑助我同胞，故能成此興漢之奇功，蓋可以决滿虜之必無噍類矣。雖然，本總統竊有不能已於言者，夫人無遠慮，必有近憂，事不圖終，曷克有濟？倘行事或虎頭鼠尾，而存心復狼顧狐疑，或生猜忌之私，自相魚肉；或萌退縮之志，坐失事機，則後禍之來，何堪設想？所以曩者欲圖大事，而往往功敗於垂成者，其遺誤大都如是也。今特布告我大漢同胞，共鑒前車，牢持來軫，再接再厲。全始全終；勿畏葸，勿偷安，勿事徘徊，勿相推諉，縱使百戰百勝而勿驕，即令小敗小傷而勿餒。凡我各省義軍代表同心戮力，率眾前驅，效諸葛一生惟謹慎之行，守呂端大事不糊塗之旨，運籌宜決而密，用兵貴速而神，自能垂手燕雲，復仇報國；直抵黃龍府，與同胞痛飲策勳，建立共和國，使異族帖耳俯首。此固本總統中心之所切切，而羣策羣力，實所望於同胞。」:22-23:307-308
据田桐称，武昌起义后，各国驻汉口领事起初对革命政权颇为敌视，以“义和团”视之，德国领事甚至主张向武昌民军开砲，此事为法国领事罗氏（Ulysse-Raphael Reau）所阻。因罗氏与孙中山熟识，“适刘仲文草一布告，署临时大总统孙文之名”，罗氏在会议上声称“武昌布告，临时大总统为孙文。孙文，我之老友也。其人所言，主张共和政体，甚有规模，安可以义和团目之？”各国驻汉口领事团遂严守中立，并颁布中立文告。
12月1日，蒋翊武、吴兆麟与袁世凯军签订停战协议。12月2日，苏浙联军攻克南京城。12月12日，起义的十四省代表齐集南京开会。12月17日，各省代表会改举黎元洪为大元帅，黄兴为副元帅。同日荆州府光复。
1912年1月1日，中华民国临时政府在南京成立，孫中山被推举为临时大总统，中華民國建国。南北議和亦被袁世凯中断。但不久，临时政府即与以袁世凯达成妥协。2月12日，清帝溥仪正式颁布退位诏书，清朝灭亡。

## 与中国同盟会的关系
严昌洪指出，文学社和共进会虽不是同盟会的下属组织，但在组织、纲领和人事上都从属同盟会。文学社的源头是日知会和同盟会，日知会的不少骨干是同盟会员。共进会继承同盟会之宗旨及总理，共进会员如刘公、居正、孙武等，都兼有同盟会员身份，共进会甚至接受同盟会的资助。当文学社和共进会联合时，二者都取消了各自团体的名称，而共同拥戴同盟会的领导。在纲领上，孙武等人起草的《军政府改订暂行条例》，在总则第一条首揭革命宗旨为“推倒满政府，恢复中华，建立民国”。随后发布的《内务部关于保存实业的告示》明确宣称:“谋将来实业之发达，而筹民生主义之进行。”完全继承了同盟会的十六字纲领。人事上，起义领导人熊秉坤视孙中山为精神领袖，在发难前自称:“所有会党都以孙逸仙为共主，当然都是孙党。”发难后，湖北革命党立即邀请同盟会领袖主持大计。由此可知，武昌起义，是同盟会长期革命的一次成功结果。
封从德指出，1911年4月的广州黄花岗起義，原本才是同盟会的工作重心，全国其它地區則準備策應。黄花岗起義失敗後，原來準備策應的各地區，组织得以存续，继续筹备起义。因為已有組織基礎，故武昌起義爆发後，全国各地得以迅速響應。并且武昌起义顺利成功，得益于独特的有利环境：一是1911年5月8日，清政府出笼「皇族內閣」；二是「皇族內閣」成立的第二天，清廷就宣佈「鐵路國有」政策；三是抽調湖北新軍去四川鎮壓保路运动。武昌起義成功具有偶然因素，但同时是孙中山多年带动革命风潮的必然。总之，武昌起义成功是同盟会长期革命积累的结果。

## 纪念

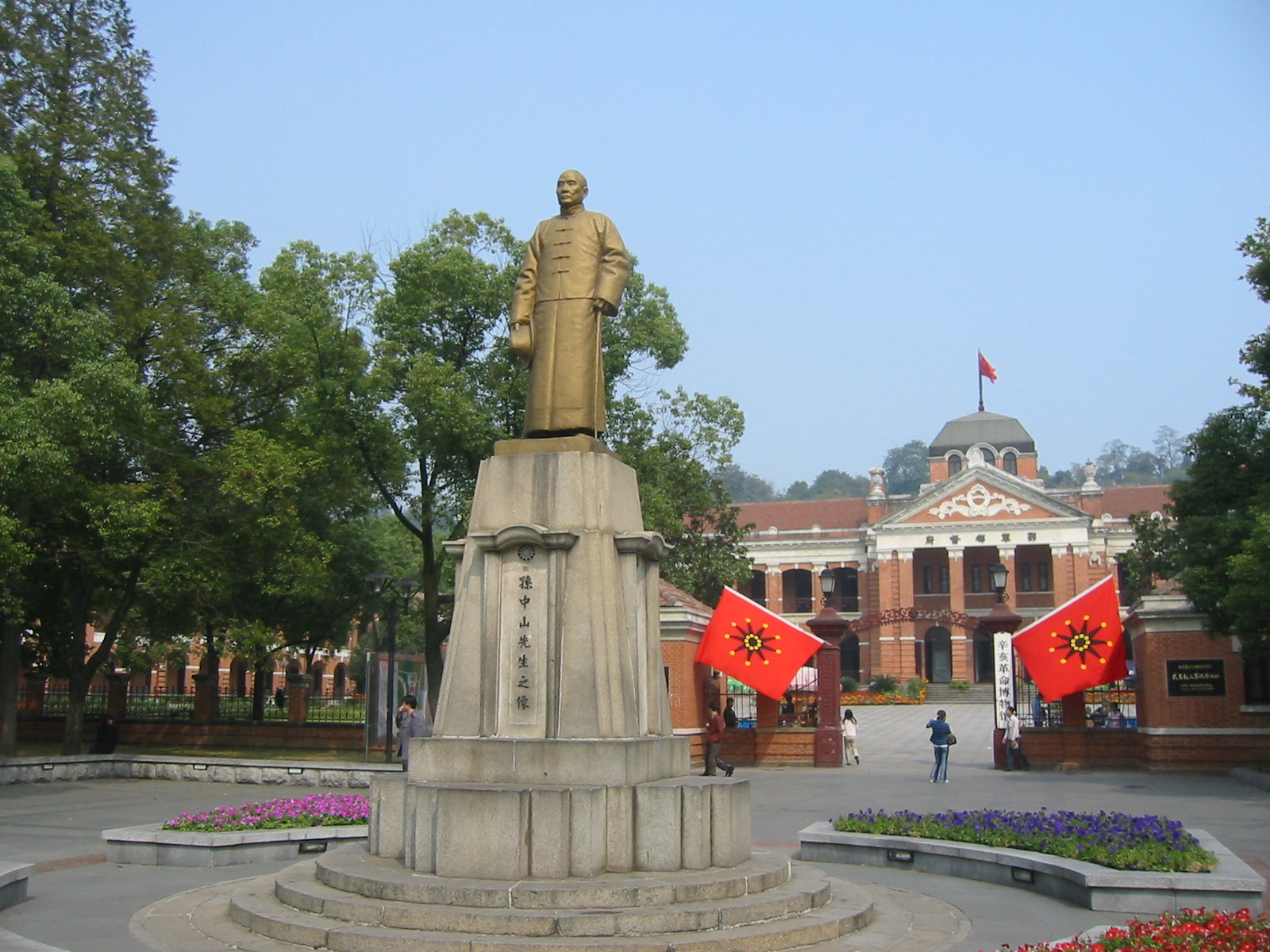
孫中山立像，位于武漢纪念武昌起義的“首义廣場”。背后是武昌起義次日建立的中華民国軍政府鄂军都督府旧址。該建筑原為湖北咨议局，建于1900年，现为辛亥革命武昌起义纪念馆

為紀念武昌起義創建中華民國，中華民國政府以该事件的发生日期－10月10日为国庆日（双十节），每逢國慶時均有一定规模，如烟火、阅兵、游行等庆祝活动。民間亦有自發性的慶祝活動，如「我愛國旗嘉年華」。
抗戰勝利後，當年參加武昌起義的革命黨人相繼回到湖北武昌，於1946年6月15日成立「辛亥首義同志會」，選出第一屆理監事，由居正當選為理事長，並獲國民政府主席蔣中正致電嘉勉，撥贈國幣一千萬元作為團體事業基金。隨後張助武、周政、孫剛、孫莒凡等後裔亦於1948年10月在武昌湖北省參議會成立「武昌辛亥首義後裔聯勵會」，並選舉張希文為理事長。1949年中華民國政府於國共內戰失利後，隨政府遷台的起義志士張知本、趙恆易、馬超俊、王世杰等人決定在台復會，與後裔聯勵會合併，更名為「中華民國辛亥武昌首義同志會」，奔走數年後，於1965年6月6日在台復會。
中华人民共和国成立后，双十节作为“辛亥革命纪念日”在中国大陆予以纪念。中国大陆各地一般均有纪念活动。2011年10月9日，纪念辛亥革命100周年大会在北京人民大会堂举行。
- 武汉辛亥革命武昌起义纪念馆
- 武漢辛亥革命博物館
- 廣東辛亥革命紀念館